# Oulad Amer
Oulad Amer (franska: Oulad Amer (CR), Oulad Amer (Commune Rurale), arabiska: مسكورة) är en kommun i Marocko.   Den ligger i provinsen Settat och regionen Casablanca-Settat, i den norra delen av landet, 180 km söder om huvudstaden Rabat. Antalet invånare är 5 779.